# Charte d'Aalborg
La charte d'Aalborg a été adoptée par les participants à la conférence européenne sur les villes durables qui s'est tenue dans la ville danoise d'Aalborg le 27 mai 1994. Elle se présente comme une anti-charte d'Athènes, prônant une densité et une mixité des fonctions urbaines au service du développement durable. 

## Contenu
Dans une première partie, intitulée « Déclaration », les villes européennes signataires affirment leur rôle historique et leurs responsabilités dans les problèmes environnementaux.  Prenant conscience que la consommation des ressources menace la nature, elles affirment, comme proches des citoyens et des problèmes, leur vocation à être des communautés durables : « Les villes ont donc un rôle essentiel à jouer pour faire évoluer les habitudes de vie, de production et de consommation, et les structures environnementales ».
Elles rappellent les principes de la durabilité, en particulier en s'engageant à préserver la biodiversité l'eau et l'air, dans des « plans locaux de durabilité », chacune à son niveau, mais globalement, à sa mesure et à son rythme. Elles affirment que ce processus est lié à une innovation citoyenne permettant la résolution créative des problèmes. Elles s'engagent à une économie investissant dans « la conservation du capital naturel », « en réduisant notre niveau d'exploitation actuel » des réserves, en « en constituant de nouvelles » et « accroissant le rendement final » (bâtiments, transports). Les « populations démunies » étant les plus touchées, les villes veulent « intégrer à la protection de l'environnement les exigences sociales », notamment par des emplois viables. Par un aménagement durable du territoire, tirant parti de la densité de la centralité, limitant la mobilité motorisée l'exploitation des « ressources des zones périphériques », le réchauffement climatique et l'intoxication des écosystèmes.
Ces objectifs seront obtenus par l'autogestion au plan local, la citoyenneté de coopération entre « tous les partenaires citoyens, entreprises, groupes d'intérêt » (par l'accès à l'information, aux processus décisionnels locaux) et par l'éducation (grand public élus et personnel des administrations) à la durabilité.  Les instruments de la gestion seront orientés vers la durabilité en particulier dans l'évaluation.  Ce mouvement « s’inscrira dans une demande de durabilité globale » et la mise en pratique et en réseau des stratégies.

## Postérité
Lors de son dixième anniversaire, le réseau des villes durables a fait le point sur les évolutions des pratiques liées aux Agenda 21. Ce sont notamment ces expériences qui permettent de définir une ville durable.